# 冯延龄
冯延龄（1939年—2024年12月18日），黑龙江人，中国人民解放军将领、中国人民解放军中将。 
2000年，授予中国人民解放军中将，曾任军事科学院副政治委员。